# Тарасова Вікторія Юріївна
Тарасова Вікторія Юріївна  (н. 16 липня 1971 року, Скопин, Рязанська область, РСФСР) — російська акторка театру і кіно, популярності їй принесла роль полковниці поліції Ірини Зіміної у серіалах «Глухар», «П'ятницький» та «Карпов». Почесна діячка мистецтв Москви (2015). Внесена до бази Миротворця за численні порушення кордону України, відвідуючи тимчасово окуповані терористами ОРДЛО, за співпрацю з проросійськими терористичними організаціями, за участь в пропагандистських заходах РФ проти України, за незаконне відвідування тимчасово окупованого РФ Криму.

## Біографія
Народилася 16 липня 1971 року в Скопіному в Рязанській області. 
Мати Надія Петрівна Куделинська (1940 р. н.) працювала там за розподілом після інституту. Батько — балетмейстер Юрій Єгорович Тарасов (1944—2004). Коли Віка мала місяць, її батьки переїхали до Смоленську, де пройшло її дитинство.
1990 року вступила до Вищого театрального училищя ім. Щепкіна (педагог Р. Г. Солнцева), в 1993 року, перевелася в РАТІ, на курс П. Хомського, яку успішно закінчила в 1994 року.
Друга освіта теж РАТІ, спеціальність-балетмейстер.
У 1994 році дебютувала в кіно, зігравши у фільмі Рись йде по сліду.
В 1995—1996 роках, початок роботи на телебаченні-РТР, передача «6 соток».
З 1997 року і по теперішній час працює в театрі «Шалом». Знімалася в рекламі.

## Благодійна та громадська діяльність
Займається благодійністю, допомагаючи дітям і сім'ям з дітьми, які опинилися у важкій життєвій ситуації. Актриса відвідує з благодійними візитами дитячі будинки, притулки, інтернати, кадетські корпуси.
У 2016 році створено Благодійний Фонд Вікторії Тарасової «Допоможи дітям Смоленщини», який орієнтований на адресну допомогу соціально незахищеним людям — маленьким покинутим дітям, багатодітним сім'ям та сім'ям з прийомними дітьми. Благодійний Фонд зі збереження вітчизняної спадщини « Свята Русь-Віват, Вітчизна!» оцінив діяльність Вікторії Тарасової, вручивши їй 12 серпня 2016 року Орденський знак «Пресвята Богородиця — Благодатне небо».
Актриса багато виступає з благодійними концертами перед військовослужбовцями Об'єднаного угруповання військ з проведення контртерористичних операцій на території Північно-Кавказького регіону Російської Федерації. За активну плідну діяльність у вихованні молодого покоління в дусі патріотизму, сприяння в організації і проведенні культурних заходів, що відроджують духовно-моральний потенціал Росії, і за великий внесок у зміцнення могутності і слави Росії Вікторія Тарасова нагороджена почесними грамотами та медалями Міністерства внутрішніх справ Російської Федерації, Міністерств внутрішніх справ республік Північно-Кавказького регіону Російської Федерації.
Виступала актриса і для військовослужбовців Арктичної зони, військових баз в Киргизії та Вірменії.
Вікторія Тарасова неодноразово прилітала на російську авіаційну базу Хмеймім (Сирія), щоб надати підтримку російським військовим
Вікторія Тарасова входить до Ради з культури при Федеральній службі військ національної гвардії Російської Федерації.
Член Громадського руху «Донецька Республіка».
Неодноразово приїжджає на урочисті заходи в Крим і на Донбас з концертами і виступами.

## Нагороди
- Приз Академії російського телебачення «ТЕФІ» колективу телевізійного серіалу «Глухар. Продовження» в номінації кращий «телевізійний художній серіал».
- Грамота Міністерства культури РФ та російської профспілки працівників культури «За великий внесок у розвиток культури» (2012).
- Медаль «За відзнаку в службі» МВС РФ по Чечні (2013).
- Приз в акторській номінації «Герой» (2015)[7].
- Почесний діяч мистецтв Москви (2015)[8].
- знак «За відзнаку в службі» МВС по Чеченській республіці Подяку Міністра внутрішніх справ РФ.
- Подяка голови окупаційної влади Криму[9].
- Медаль «Учаснику військової операції в Сирії» (2016).
- Медаль Сирії «Бойова співдружність»[10].
- Грамота Міністерства оборони РФ «За сприяння у вирішенні завдань, покладених на збройні сили РФ»
- Знак офіцерського зібрання УВС Гомельського облвиконкому республіки (2018).
- Грамота ватажка «ДНР» (2019).

## Особисте життя
- Сестра Марина Куделинська, російська акторка театру і кіно.
- Розлучена, син Данило Тарасов (1998 року народження)[11].